# 田中鉄太郎 (官僚)
田中 鉄太郎（たなか てつたろう、1888年（明治21年）6月19日 - 没年不明）は、大正から昭和時代前期の台湾総督府官僚。

## 経歴・人物
岐阜県岐阜市に生まれる。1905年（明治38年）6月、名古屋商業学校を卒業後に渡台し、1913年（大正2年）5月、台中州南投郡巡査を拝命する。1918年（大正7年）5月、普通試験に合格し、南投郡警部補、台湾総督府内務局地方課勤務を経て、1935年（昭和10年）9月、地方理事官に進み、台北州文山郡守に就任した。
のち、台南州虎尾郡守、台中州員林郡守を歴任した。
1940年（昭和15年）からは花蓮港市長を務めた。